# Kris Bright
Kris Bright (Auckland, 5 settembre 1986) è un ex calciatore neozelandese, di ruolo attaccante.

## Carriera

### Club
Nato ad Auckland, è il figlio dell'ex-difensore della Nuova Zelanda del campionato del mondo 1982 Dave Bright. Ha iniziato la carriera nel Manurewa, nella sua città. Da quel momento, Bright ha giocato per molti club neozelandesi, incluso un periodo al North Shore United nel 2003, prima di firmare per il Waitakere City nel 2004. Proprio con il Waitakere City è stato il capocannoniere della Northern League ed ha giocato nella sconfitta per uno a zero contro i Miramar Rangers nella finale di Chatham Cup. Ha segnato, per il Waitakere City, ventinove reti in ventuno partite, prima di sostenere un provino in Inghilterra con il Gillingham. Il periodo di prova, però, non è andato a buon fine e Bright è tornato in patria a giocare per il Canterbury United nel campionato neozelandese, nel 2005.
A metà 2005, Bright è stato selezionato assieme ad altri due calciatori (Sam Jasper e Jeremy Christie) nell'apprendistato dei New Zealand Knights per le giovanili del Charlton Athletic. Non ha mai fatto parte della prima squadra dei New Zealand Knights ed è stato così ceduto al Waitakere United. Poco dopo l'inizio del campionato, però, il calciatore dei Knights Neil Emblen si è infortunato al ginocchio e per sostituirlo la società ha tesserato nuovamente Bright, per quattro settimane. Ha così giocato nella partita contro i Central Coast Mariners, al North Harbour Stadium, dove ha giocato novanta minuti ma la sua squadra ha perso tre a uno. La buona prestazione offerta all'esordio gli ha fatto ottenere i complimenti da parte del tecnico John Adshead ed è stato ricompensato con un posto da titolare nell'incontro successivo contro i Newcastle United Jets. Bright ha giocato nuovamente tutta la gara, ma è stato ammonito poco dopo l'inizio della stessa, terminata con una sconfitta per quattro a due. Bright è stato impiegato anche nelle quattro gare successive della sua squadra, finché Emblen non è tornato dall'infortunio, ma ha fatto abbastanza bene da essere confermato, firmando un contratto a breve termine, questa volta per sostituire Joshua Rose. Alla fine del campionato, ha totalizzato dodici presenze, di cui tre partendo dalla panchina.
A metà 2006, Bright è tornato in Gran Bretagna, stavolta per sostenere un periodo di prova agli scozzesi del Kilmarnock, con cui è rimasto un mese e ha giocato tre gare, con due reti all'attivo. Nonostante questo, non è stato acquistato dal club, ma il calciatore è rimasto in Europa. Infatti, alla fine di agosto dello stesso anno, gli è stato offerto un provino dal Fortuna Sittard. In questo periodo, ha giocato anche in una partita contro il Geleen-Zuid, in cui ha segnato una rete. Bright ha successivamente firmato un contratto annuale con il club olandese, con l'opzione per gli anni successivi; nonostante i contatti, comunque, l'operazione è stata ultimata solo per la finestra di trasferimento invernale.
Bright è riuscito a conquistare un posto da titolare nella formazione olandese. Ha giocato undici partite di campionato ed ha segnato una rete, contro l'Haarlem. È stato impiegato anche nell'umiliante eliminazione dalla KNVB beker ad opera dei calciatori non professionisti dei Rijnsburgse Boys.
Dopo la scadenza del contratto con il Fortuna Sittard, ne ha firmato uno dalla durata semestrale con il Kristiansund, nella seconda divisione norvegese. Ha segnato subito undici reti in sette gare: una contro Levanger, Hødd e Bærum; due contro Lillestrøm e Vålerenga e quattro contro lo Steinkjer. A due gare ancora da disputare in campionato e diversi club di Tippeligaen e Adeccoligaen interessati, Bright si è rotto una gamba. Ha comunque rinnovato il contratto con il Kristiansund fino a luglio 2009.
Dopo sei mesi, Bright ha recuperato ed è tornato in campo nella prima gara del 2008, giocata contro lo Strindheim. È andato in rete per due volte: una di queste con un calcio di punizione da venticinque metri, aiutando il Kristiansund ad imporsi per tre a uno. Dopo dodici incontri, si è trovato al secondo posto della classifica marcatori con dieci gol segnati. Nel terzo turno della Norgesmesterskapet, ha segnato nella sconfitta per due a uno contro i rivali del Molde, club della Tippeligaen.
A gennaio 2009, Bright ha firmato un contratto della durata di due anni e mezzo con il Panserraikos, nel campionato greco, scegliendo la maglia numero 32.
Nel 2009 passa al Shrewsbury Town F.C., che lascia nel 2011 per trasferirsi in Ungheria all'Honvéd.
Il 4 ottobre 2011 viene ingaggiato dal Bryne. L'accordo sarebbe stato valido dal 1º gennaio 2012. Il 2 agosto successivo, fu ceduto allo Haka.

### Nazionale
Bright ha rappresentato la Nuova Zelanda a livello Under-15, Under-16, Under-17 e Under-20. Ha giocato tutte le gare della sua Nazionale nella fallimentare campagna di qualificazione campionato mondiale Under-17 del 2003, segnando quattro reti, con una tripletta nel tredici a zero su Tonga under 17. Nel 2005, è stato convocato nella squadra Under-20 che avrebbe dovuto affrontare le qualificazioni per il campionato mondiale Under-20 del 2005. La selezione neozelandese non si è però qualificata, terminando il girone al terzo posto, alle spalle delle Isole Salomone under 20 e delle Figi under 20.
Ha debuttato per la Nazionale maggiore come sostituto nell'incontro valido per le qualificazioni al campionato del mondo 2010, contro Figi.

## Palmarès

### Club

#### Competizioni nazionali
- Campionato neozelandese: 1

Auckland City: 2017-2018

#### Competizioni internazionali
- OFC Champions League: 1

Auckland City: 2017